# برآمدگی پلک
برآمدگی پلک، ژالهٔ چشم یا شالازیون (به انگلیسی: Chalazion) عارضه تورم بدون درد پلک است.
برآمدگی پلک یکی دیگر از توده‌های لبه پلک است که در ابتدا تظاهری شبیه گل‌مژه دارد. شالازیون برجستگی کوچکی در لبه پلک در زیر پوست است که در اثر انسداد مجرای خروجی غدد ترشح‌کننده چربی پلک و تجمع مواد ترشح شده در غده ایجاد می‌شود. شالازیون ممکن است در ابتدا ملتهب باشد و باعث ایجاد درد و قرمزی شود که در این حالت شبیه گل مژه‌است. اما پس از مدتی درد و قرمزی فروکش می‌کند و توده متورمی در لبه پلک باقی می‌ماند. اندازه این برجستگی ثابت نیست و ممکن است به تدریج بزرگتر یا کوچکتر شود. معمولاً شالازیون از ابتدا فقط به صورت یک توده برجسته ظاهر می‌شود و با درد و قرمزی همراه نیست.
برآمدگی پلک معمولاً مشکل چشمی مهمی ایجاد نمی‌کند و پس از چند هفته تا چند ماه خود به خود کوچک می‌شود و از بین می‌رود. استفاده از کمپرس گرم (روزی ۳–۲ بار و هر بار ۵–۱۰ دقیقه) با استفاده از حوله تمیز و ماساژ ملایم ممکن است به باز شدن مجرای غده چربی کمک کند و باعث بهبود سریعتر شالازیون شود.

## درمان
برآمدگی‌های خیلی کوچک نیاز به درمان ویژه‌ای ندارند و معمولاً به مرور زمان خوب می‌شوند. شالازیون‌های بزرگ‌تر به دو دلیل نیاز به درمان دارند:
1. شالازیون‌های بزرگتر ظاهر ناخوشایندی دارند و از لحاظ زیبایی ظاهری مشکل ساز هستند، ضمن آن‌که بهبود خودبخودی آن‌ها ممکن است چندین ماه طول بکشد.
2. برآمدگی‌های بزرگ به خصوص در پلک بالایی روی قرنیه فشار می‌آورند و با تغییر شکل قرنیه باعث ایجاد آستیگماتیسم و تاری دید می‌شوند.

روش اصلی درمان شالازیون، جراحی آن است که با استفاده از بی‌حسی موضعی انجام می‌گیرد. روش دیگر تزریق داروهای استروئیدی در داخل ضایعه در لبه پلک است که معمولاً در مواردی به کار می‌رود که تعداد زیادی شالازیون کوچک وجود دارد که نمی‌توان آن‌ها را با جراحی خارج کرد.

## برآمدگی‌های مکرر
در برخی از افراد شالازیون مکرراً عود می‌کند. در این حالت لازم است فرد حتماً باید بررسی شود زیرا:
1. گاهی اوقات بیماری‌های جدی چشمی مثل تومورهای بدخیم پلک به صورت شالازیونهای مکرر تظاهر می‌کنند که تشخیص آن‌ها ضروری است.
2. در برخی از موارد بیماری‌های دیگر چشمی مثل التهاب لبه پلک (بلفاریت) یا مشکلات غدد ترشح‌کننده چربی لبه پلک (میبومینیت) باعث ایجاد شالازیونهای مکرر می‌شود. در این حالت کنترل این بیماری‌ها توسط چشم پزشک به جلوگیری از عود شالازیون کمک می‌کند.